# 14902 Міяірі
14902 Міяірі (14902 Miyairi) — астероїд головного поясу, відкритий 17 січня 1993 року.
Тіссеранів параметр щодо Юпітера — 3,207.